# Війна за незалежність Латвії
Латві́йська війна́ за незале́жність (латис. Latvijas brīvības cīņas), Ви́звольна війна́ Ла́твії (латис. Latvijas atbrīvošanas karš)— загальна назва бойових дій на території сучасної Латвії в період 5 грудня 1918 — 11 серпня 1920.

## Початок війни
У вересні 1917 року в окупованій німецькими військами Ризі, латиські політичні партії сформували коаліцію — Демократичний блок (Demokrātiskais bloks). На початку грудня в Валці латиські національні організації остаточно сформували Латвійську тимчасову національну раду (латис. Latviešu pagaidu nacionālā padome).
24 грудня 1917 (6 січня 1918 року) в Валці Виконавчий комітет Ради робітничих, солдатських і безземельних депутатів Латвії (Ісколат) прийняв декларацію про самовизначення Латвії. Була утворена радянська Латвія (т. зв. Республіка Ісколата), влада якої поширювалася на неокуповану німецькими військами частину Ліфляндську губернію. Головою уряду (Ісколата) став Фріціс Розіньш.
30 січня 1918 Латвійська тимчасова національна рада (латис. Latviešu Pagaidu Nacionālā padoma, LPNP) ухвалила рішення про створення суверенної та демократичної Латвії, в яку повинні були включити всі населені латишами місцевості.
До 22 лютого 1918 року німецькі війська зайняли всю територію Курляндської, Ліфляндської та Вітебської губерній. Незабаром німецьке командування (Обер-Ост) і ландтаги остзейских баронів і бюргерів проголосили створення на території Курляндської, Ліфляндської та Естляндської губерній пронімецького Балтійського герцогства (нім. Baltenland).
17 листопада 1918 року Латвійська тимчасова національна рада і Демократичний блок погодилися на спільне формування тимчасового парламенту — Народної ради Латвії (латиш. Tautas padome), який прийняв резолюцію про утворення незалежної та демократичної республіки.
18 листопада 1918 року Народною радою на чолі з Карлісом Улманісом і Янісом Чаксте, який представляв ряд латвійських партій і громадських організацій, на підставі резолюцій, прийнятих напередодні, на урочистій церемонії в другому Ризькому міському (Російському) театрі, була проголошена незалежність Латвійської Республіки.
7 грудня 1918 уряд Карліса Улманіса з метою захисту території Латвії від наступу Червоної Армії уклав з німецьким уповноваженим в Прибалтиці Августом Віннігом угоду про оголошення Балтійського ландесвера (збройні формування колишнього пронімецького Балтійського герцогства) збройними силами Латвійської республіки. Відповідно до угоди, ландесвер мав складатися з німецьких, латиських і російських рот, при цьому частка латишів повинна була складати 2/3 (ця умова так і не була дотримана і частка латишів не перевищувала 1/3). Тимчасовий уряд Латвії пішов на угоду з німецьким командуванням, оскільки на той момент не мав коштів для покупки зброї, а нечисленні латиські загони не могли воювати одночасно на два фронти — з ландесвером і з Червоною армією. При цьому латвійський уряд обіцяв добровольцям з числа військовослужбовців німецької армії, за умови участі в бойових діях по захисту Латвійської Республіки не менше 4-х тижнів, латвійське громадянство і 100 моргенів земельного наділу.

## Встановлення Радянської влади
Після закінчення німецької окупації, 17 грудня 1918, вийшов Маніфест Тимчасового робітничо-селянського уряду Латвії, очолюваного Петром Стучкою, про встановлення радянської влади. За допомогою латиських червоних стрільців та інших частин Червоної Армії, уряд Стучки зумів встановити контроль над основною частиною Латвії, включаючи Ригу, захоплену 3 січня 1919 року. 13 січня 1919 року в Ризі була проголошена Латвійська Соціалістична Радянська Республіка.
До квітня 1919 року Червоній армії, в лавах якої були й латиські стрільці, вдалося захопити більшу частину території Латвії, за винятком невеликої області навколо портового міста Лієпаї, яка залишалася під контролем тимчасового уряду Латвії, очолюваного Карлісом Улманісом. Там же дислокувалися та підрозділи ландесвера, які на той момент ще вважалися формально збройними силами Латвійської Республіки й мали у своєму складі латиську бригаду, що налічувала близько 2 тисяч солдатів і офіцерів.

## Переворот 16 квітня, уряд Ніедри, зміни влади в Ризі

Північно-латвійська бригада

16 квітня 1919 року в Лієпаї німецькі загони ландесвера скинули уряд Улманіс, який звинувачували у співпраці з Антантою і вважали антинімецьким. Через кілька днів повалений тимчасовий уряд Улманіс переїхав на пароплав «Саратов», який прибув спеціально з Таллінна і стояв у Лієпайському порту під охороною англійських військових. Під охороною британської та французької військових ескадр судно вийшло на рейд і близько двох місяців провело в морі.
26 квітня 1919 року командування ландесвера призначило прем'єр-міністром Латвії лютеранського пастора Андріевса Ніедру, латиша за національністю, який отримав популярність завдяки своїм гострим виступам на сторінках латиських газет. Офіційною датою вступу уряду Ніедри до повноважень вважається 10 травня 1919 року.
Таким чином, з квітня по червень в Латвії було два уряди: уряд Улманіса, який, перебуваючи в морі, не міг серйозно впливати на хід подій, тому що йому підпорядковувалися лише створена в Південній Естонії під патронажем Естонської армії Північно-латвійська бригада; другий — у Лієпаї, що підкорялося диктату німецького командування.
В кінці травня 1919 року загони ландесвера взяли Ригу, витіснивши звідти підрозділи Червоної армії.
Після того, як 22 травня 1919 року ландесвер, Залізна дивізія, що складалася з прибулих з Німеччини добровольців, та за підтримки добровольців дансько-балтійського корпусу і білогвардійських формувань під командуванням князя Лівена звільнили Ригу від більшовиків, уряд Ніедри переїхав у латвійську столицю.

## Встановлення при владі уряду Улманіса
27 червня 1919 року тимчасовий уряд Улманіса відновив свою діяльність у Лієпаї.
2 липня в результаті прориву лінії оборони Риги Естонською армією на чолі з Йоханом Лайдонером і латиськими полками командування ландесвера і Залізної дивізії погодилося на перемир'я, запропоноване представниками Антанти, яке набрало чинності 3 липня. Після того, як відповідно до умов перемир'я, до 5 липня 1919 року останні частини Залізної дивізії залишили Ригу, а підрозділи ландесвера були включені до складу Латвійської армії, уряд Улманіса повернувся в латвійську столицю.

## Бермонтіада
У вересні 1919 року колишній командувач німецьким корпусом в Латвії граф Рюдігер фон дер Гольц за підтримки армії Веймарської республіки організував в таборах для полонених у Німеччині вербування та переправлення в Латвію російських солдатів і офіцерів, з яких була створена Західна добровольча армія під командуванням білогвардійського полковника Павла Бермондт-Авалова. До складу Західної армії були також включені підрозділи формально ліквідованого німецького корпусу фон дер Гольца і білогвардійські загони, які залишалися в Латвії. 20 вересня Бермондт-Авалов оголосив про прийняття на себе всієї повноти влади в Прибалтиці й відмовився підкорятися командувачу військами Білих армій на Північному Заході Росії генералу М. Юденичу.
У перших числах жовтня 1919 року війська Бермонта-Авалова почали наступ на Ригу. Латиші стримали їх натиск вздовж берега річки Даугави, і до 11 листопада бермонтовці за сприяння флоту Антанти були відкинуті від Риги. До кінця листопада територія Латвії була повністю від них звільнена. Бермондт-Авалов був змушений втекти до Пруссії.

## Кінець громадянської війни
На початку 1920 року останні загони Червоної армії були витіснені за межі східного кордону Латвії.
11 серпня 1920 уряд Латвії підписав договір про перемир'я з РРФСР, за яким Радянський уряд:
|  | … визнає беззастережно незалежність, самостійність і суверенність Латвійської Держави і відмовляється добровільно і на вічні часи від всяких суверенних прав котрі належали Росії щодо до латвійського народу і землі … |

26 січня 1921 країни-переможці в Першій світовій війні (Антанта) офіційно визнали незалежність Латвійської Республіки.
22 вересня 1921 Латвія і дві інші балтійські країни були визнані Лігою Націй.